# بوني برنارد
بوني برنارد (بالإنجليزية: Bonnie Burnard)‏‏ (15 يناير 1945 - 4 مارس 2017 في لندن) روائية، وكاتِبة من كندا.

## التعليم
تعلمت بوني برنارد في:
- جامعة ويسترن أونتاريو

## روابط خارجية
- بوني برنارد على موقع إن إن دي بي (الإنجليزية)